# Andriy Khripta
Andriy Khripta, né le 29 novembre 1986 à Znamianka, est un coureur cycliste ukrainien.

## Palmarès
- 2012
  - 2e étape du Sibiu Cycling Tour (contre-la-montre par équipes)
- 2013
  - Classement général du Grand Prix d'Adyguée
  - Prologue du Tour de Roumanie (contre-la-montre par équipes)
  - 2e du Mémorial Oleg Dyachenko
- 2015
  - Grand Prix ISD
  - 2e du championnat d'Ukraine du contre-la-montre
  - 2e des Cinq anneaux de Moscou
  - 3e du Grand Prix de Vinnytsia
- 2016
  - 2e du championnat d'Ukraine du contre-la-montre

## Classements mondiaux
| Année           | 2011  | 2012 | 2013 | 2014 |
| --------------- | ----- | ---- | ---- | ---- |
| UCI Europe Tour | 1065e | 829e | 141e | 669e |
| UCI Asia Tour   |       |      |      | 199e |